# Yoon Bong-gil
Dans ce nom coréen, le nom de famille, Yoon, précède le nom personnel.
Yoon Bong-gil (hangul : 윤봉길, hanja : 尹奉吉, Yun Bong-gil), né le 21 juin 1908 à Yesan en Corée et exécuté par la justice japonaise à l'âge de 24 ans le 19 décembre 1932 à Kanazawa au Japon, est un militant indépendantiste coréen, qui lutta contre la domination japonaise en Corée (1910-1945).

## Attentat de Shanghai

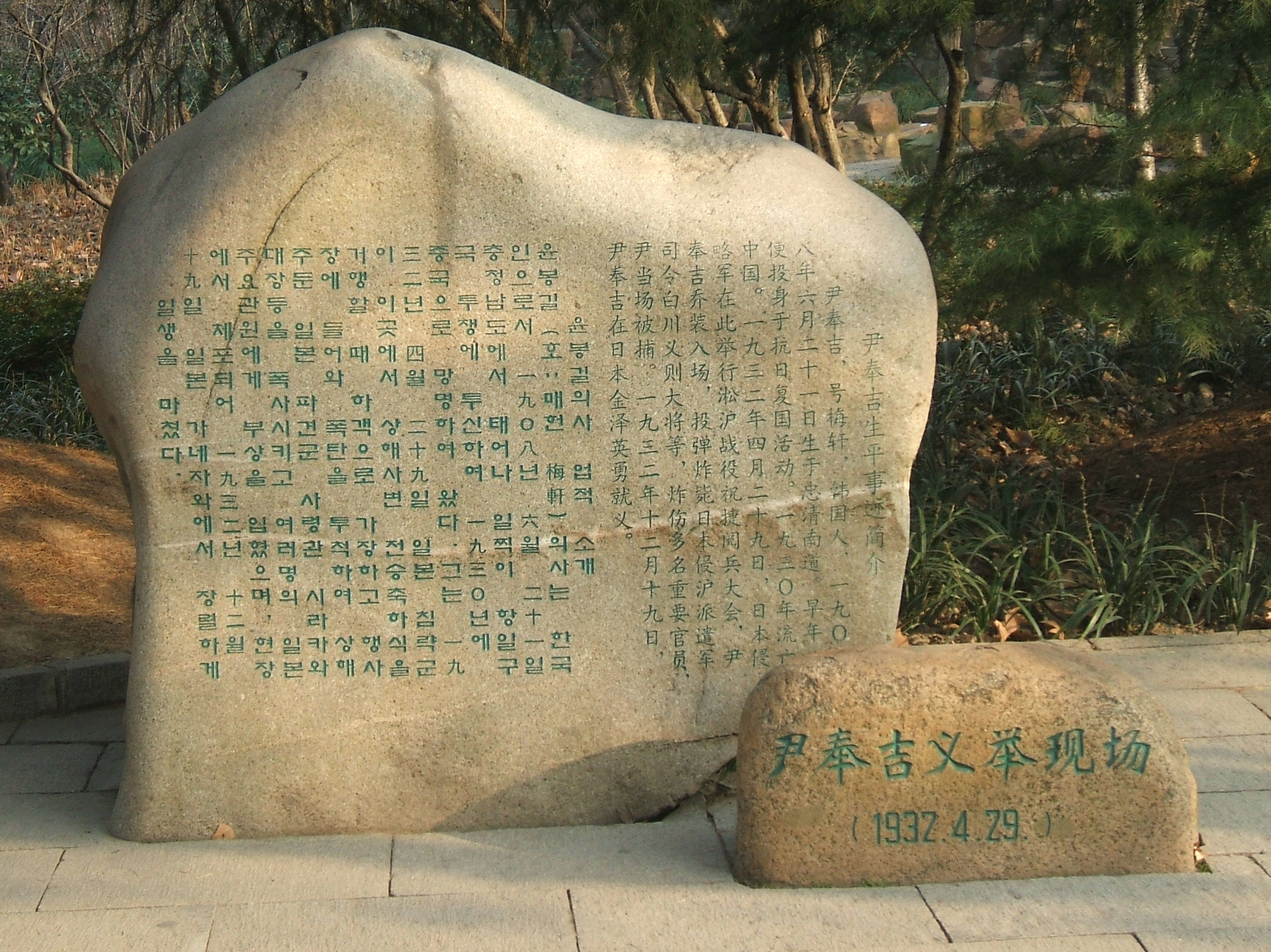
Pierre en mémoire de Yoon Bong-gil au parc Lu Xun de Shanghai.

Après la victoire japonaise durant la Guerre de Shanghai, l'armée japonaise a décidé de profiter de l'anniversaire de l'empereur Hirohito le 29 avril 1923 pour célébrer cette victoire, la cérémonie a eu lieu dans le parc Hongkou à Shanghai.
Le commandant de la garnison du gouvernement national de la République de Chine, Président par intérim et chef de la région de Songhu Chen Mingshu décida de profiter de cette célébration pour assassiner les hauts commandants japonais mais l'armée japonaise avait interdit l'admission des Chinois dans le parc afin de prévenir toute éventualité. Finalement, les envoyés de Chen contactèrent le Gouvernement provisoire de la République de Corée. Son président Kim Gu exprima la volonté d'entreprendre cette tâche qui fut confiée à Yoon.
Le 29 avril 1932, il fait exploser une bombe dissimulée dans une petite boîte à déjeuner lors de cette fête. L'explosion tue Yoshinori Shirakawa, un général de l'armée impériale japonaise, et Kawabata Sadaji (河端貞次), chancelier du gouvernement auprès des résidents japonais de Shanghai. Elle blesse aussi grièvement Kenkichi Ueda, commandant de la 9e division de l'armée impériale japonaise, Kuramatsu Murai (村井倉松),  consul-général japonais à Shanghai, et Mamoru Shigemitsu, envoyé japonais à Shanghai (celui-ci perdit sa jambe droite).
Yoon est arrêté sur place et condamné par le tribunal militaire japonais à Shanghai le 25 mai. Il est transféré à la prison d'Osaka le 18 novembre et exécuté à Kanazawa le 18 décembre. Il est ensuite inhumé au cimetière de Nodayama.
Tchang Kaï-chek déclara à son sujet : "Un jeune patriote coréen a accompli une chose que des dizaines de milliers de soldats chinois n'ont pas réussie."

## Suites
En mai 1946, ses restes sont exhumés par des résidents coréens au Japon et transférés à Séoul où ils reçurent un rite funéraire. Ils furent ensuite réenterrés au cimetière national de Séoul. En 1962, le gouvernement de la seconde république de Corée du Sud loua son action et le décora à titre posthume du cordon de la république de Corée (grand cordon) et de l'ordre du mérite pour la fondation de la nation.